# Государство Алеппо
Государство Алеппо (1920—1924 годы; фр. État d'Alep,араб. دولة حلب‎) — одно из шести государств, образованных французским генералом Гуро, Анри Жозеф на территории французского мандата в Сирии в соответствии с решениями конференции в Сан-Ремо и ликвидацией недолго существовавшего Арабского Королевства Сирия.
Другими государствами были Государство Дамаск (1920), Алавитское государство (1920), Джабаль аль-Друз (1921) и санджак Александретта (1921). Государство Великий Ливан (1920) стало позже современным государством Ливан.
Сирийская федерация, существовавшая в период с 1922 года по 1924 год, состояла из трёх государств — государства Алеппо, государства Дамаск и государства Алавитов.

## Создание

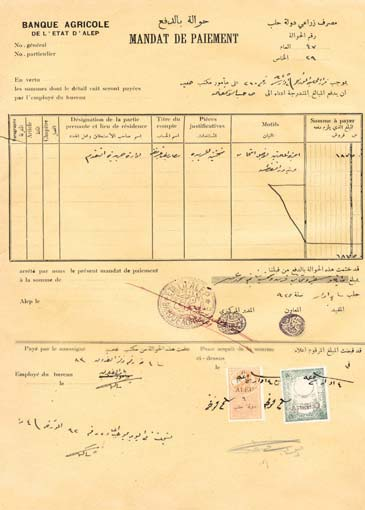
Первый документ с названием и штампом государства Алеппо

Государство Алеппо было провозглашено французским генералом Анри Гуро 1 сентября 1920 года  для облегчения контроля над Сирией — путём разделения её на несколько небольших государств. Франция стала более враждебной к идее единой Сирии после битвы при Майсолуне. Государство Алеппо включало санджак Александретта (Хатай) и управлялось Камилем Пашой аль-Кудсом.
Отделяя Алеппо и Дамаск, Гуро хотел извлечь выгоду из традиционной конкуренции между двумя городами и превратить её в политический раскол. Население Алеппо было недовольно тем, что Дамаск был избран столицей нового государства Сирия. Гуро почувствовал эти настроения и пытался манипулировать ими путём провозглашения Алеппо столицей крупного и богатого государства, с которым Дамаску было бы трудно конкурировать. Государство Алеппо включало большую часть плодородных земель Сирии вокруг Алеппо и плодородную долину Евфрата. Государство также имело доступ к морю через автономный санджак Александретта. С другой стороны, Дамаск, который является главным образом оазисом на окраине Сирийской пустыни, не имел ни достаточно плодородной земли, ни выхода к морю. Гуро имел целью заманить Алеппо, предоставив ему контроль над большей частью сельскохозяйственных и минеральных ресурсов Сирии, чтобы он никогда не нуждался в объединении с Дамаском снова.

## Население
Большинство жителей государства Алеппо составляли мусульмане-сунниты, главным образом арабы; курды проживали в восточных регионах, так же как другие этносы, при мухаджирстве переселившиеся в этот край. Значительное количество шиитов проживало в городах. Алавиты были сосредоточены, в частности, в автономном санджаке Александретта.
Алеппо был домом для одной из богатейших и наиболее диверсифицированных христианских общин Востока. Христиане, которые принадлежали к десяткам различных обществ (с преобладанием армянской и сирийской православных церквей и других православных конфессий), составляли около трети населения города Алеппо, что делало его городом с наибольшей христианской общиной на Ближнем Востоке за пределами Ливана. Многие христиане жили в восточных районах государства, в частности сирийские и ассирийские христиане.
В 1923 году общая численность населения государства составляла около 604 000 (без учета кочевого населения восточных регионов). В городе Алеппо также была большая еврейская община около 10000 человек.

## Сирийская федерация и государство Сирия
22 июня 1922 года генерал Гуро провозгласил создание Сирийской федерации, которая включала государство Дамаск, государство Алеппо и Алавитское государство. В 1924 году Алавитское государство было отделено снова. Сирийская Федерация была переименована в государство Сирия 1 декабря 1924 года.

## См.также
- Сирийская республика (1930—1958)